# Generation
Generation — второй студийный альбом британской электронной группы Audio Bullys, выпущенный на лейбле Source UK 31 октября 2005 года. Наибольшую известность получила композиция «Shot You Down», в которой был использован вокальный семпл из песни Нэнси Синатры «Bang Bang» 1966 года; она была выпущена в качестве сингла, который достиг третьей строчки британского чарта. Пластинка заняла 33 место в Великобритании и 36-е — в Нидерландах. Она получила в основном смешанные отзывы критиков и имеет рейтинг 44 балла из 100 на сайте Metacritic.

## Список композиций
1. Introduction
2. Shot You Down (Feat. Nancy Sinatra)
3. Keep on moving
4. Generation
5. I won’t let you down
6. The world
7. Eq-ing
8. Made Like That (Feat. Roots Manuva & Mr Fox)
9. All Sing Along
10. Get Myself on Track
11. I’m in Love
12. Take You There
13. This Road (Feat. Suggs)
14. Struck by the Sound